# عصام موسى هادي
عصام موسى هادي (ولد في 27 آب 1968 في عمّان)، كاتب وداعية إسلامي فلسطيني أردني داعية إسلامي وإمام وواعظ موظف في وزارة الأوقاف الأردنية وعضو لجنة فحص دور القرآن الكريم في الأردن. له عدة مؤلفات في مواضيع دينية إسلامية.

## حياته
ولد في حي الهاشمي الشمالي في عمان في الأردن لعائلة فلسطينية من «عين كارم» من قضاء القدس لجأت إلى الأردن في حرب 1948. تخرج عام 1989 من كلية العلوم الإسلامية في عمّان.
تتلمذ الشيخ الألباني، وتأثر بطريقته في علم الحديث ومنهجه في التخريج، وقد لازم الشيخ لسنوات وكاتبا له وناسخا في مكتبة الشيخ في بيته عدة سنوات.[بحاجة لمصدر أفضل]

## مؤلفاته
له عدة تحقيقات لعدد من الكتب منها
- الروض الداني في الفوائد الحديثية للعلاّمة الألباني
- بلوغ المرام للحافظ ابن حجر
- سنن ابن ماجه
- الترمذي
- أبي داود
- صحيح مرويات حذيفة بن اليمان في الفتن وأشراط الساعة

## وصلات خارجية
- الشيخ عصام هادي - دورة التأصيل - أصول السلف في الاستدلال والتلقي على يوتيوب.